# أندرو غراي
أندرو غراي هو كاتب كندي، ولد في 1968 في غلاسكو في المملكة المتحدة.